# Тижа
Ти́жа (болг. Тъжа) — село в Старозагорській області Болгарії. Входить до складу общини Павел-Баня.

## Населення
За даними перепису населення 2011 року у селі проживали 1483 особи.
Національний склад населення села:
| Національність   | Кількість осіб | Відсоток |
| ---------------- | -------------- | -------- |
| болгари          | 841            | 59,2%    |
| цигани           | 333            | 23,5%    |
| турки            | 235            | 16,5%    |
| інша             | 4              | 0,3%     |
| не визначились   | 7              | 0,5%     |
| Всього відповіли | 1420           |          |

Розподіл населення за віком у 2011 році:
Динаміка населення: